# Podvalník (železnice)

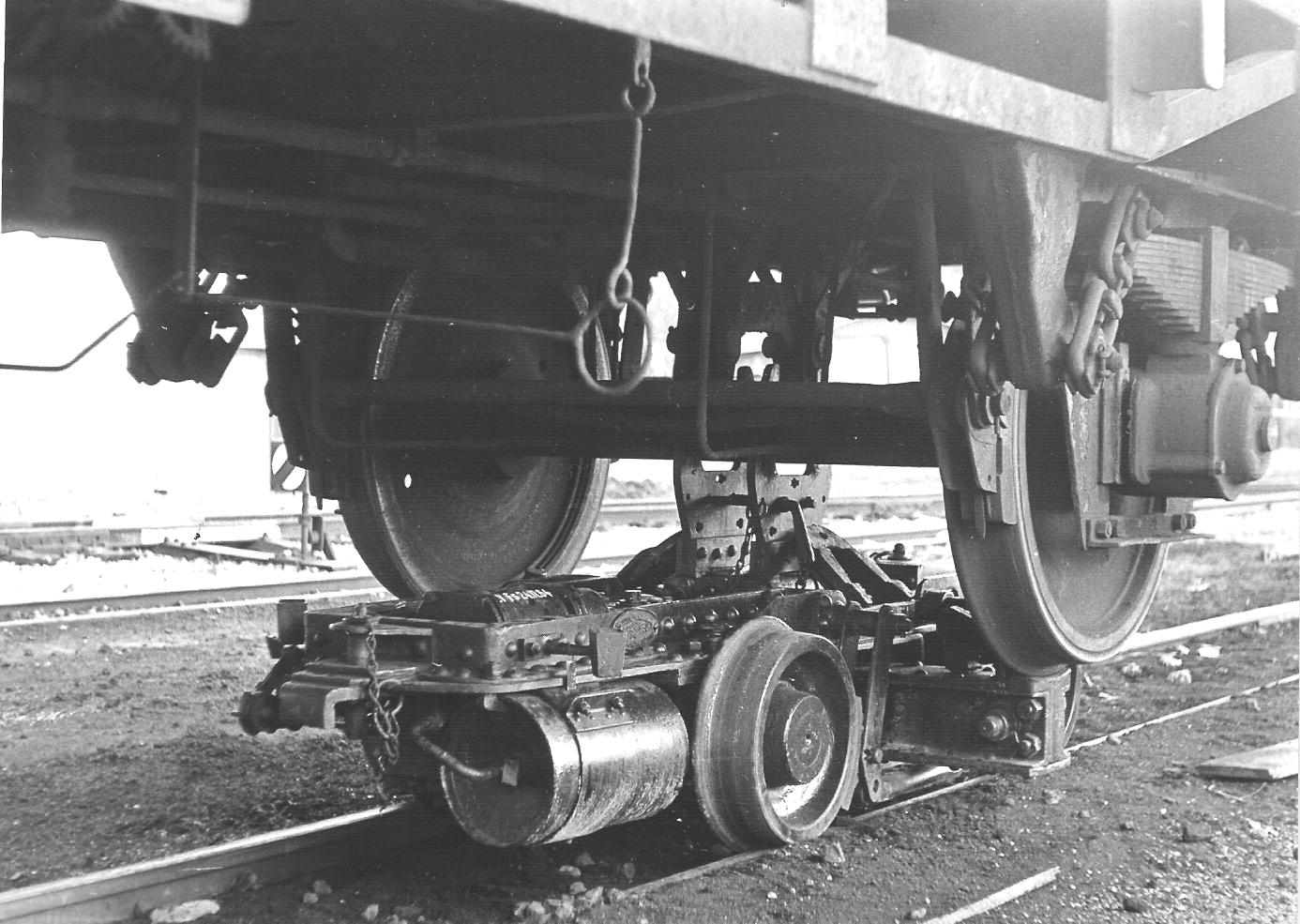
Nákladní vůz na podvalníku o rozchodu 750 mm

Podvalník je zařízení, které se používá pro přepravu kolejových vozidel po trati jiného rozchodu, než mají přepravovaná kolejová vozidla. Užívá se proto u úzkorozchodných železnic pro dopravu normálně rozchodných vozů. Ty tak není potřeba vykládat a zboží poté opětovně nakládat do úzkorozchodných vozů. Jsou nebrzděné a byť jsou oproti podvalovým vozům lehčí, je s nimi náročnější manipulace.
Podvalník má podobu malého dvouosého vozu, na nějž se naloží jedna náprava přepravovaného železničního vozidla a zajistí se proti posunu. Na přepravu jednoho vozu jsou tedy potřeba dva podvalníky. Mezi jejich výrobce patřila společnosti Ringhoffer.